# Андерсон-Фройсет, Дженни
Дженни Андерсон-Фройсет (англ. Jennie Anderson Froiseth; 6 декабря 1849, Ирландия — 7 февраля 1930) — основательница «Голубого чая», литературного клуба для женщин, не принадлежащих к мормонам на территории Юты. Позже «Голубой чай» сменил название на «Дамский литературный клуб». Была участницей общественной кампании против полигамии, которая помогла сформировать её, и впоследствии стала вице-президентом Общества против полигамии штата Юта. Фройсет опубликовала «Стандарт против полигамии», который просуществовал три года, а затем отредактировала книгу «Женщины мормонизма», в которой подробно описывались переживания некоторых мормонских женщин в полигамных браках. Она твердо верила в права женщин и сыграла важную роль в обеспечении избирательных прав на территории Юты. Позже стала вице-президентом Ассоциации избирательного права женщин Юты. Хотя она решительно поддерживала женское избирательное право, но считала, что мормонские женщины не должны иметь права голоса до тех пор, пока полигамия не будет искоренена.

## Ранние годы
Фройсет родилась в Ирландии и вскоре приехала в Соединенные Штаты со своей семьей, которые поселились в Нью-Йорке. В 1866 году Фройсет отправилась в Европу со своим братом, полковником Финли Андерсоном, и её матерью, Сарой Стронг Андерсон. В течение пяти лет, которые Фройсет провел за границей, обучаясь в Европе, в доме Андерсонов были писатели Чарльз Диккенс, Роберт Браунинг и Уильям Мейкпис Теккерей. Вернувшись в Соединенные Штаты в 1870 году, она отправилась на территорию Юты с Финли, который выполнял специальное задание для New York Herald на Западе. В Юте брат и сестра жили в Форт-Дуглас, где она познакомилась с Бернардом Арнольдом Мартином Фройсет. Бернард и Дженни обвенчались в церкви Святой Троицы в Бруклине, штат Нью-Йорк, 8 июня 1871 года. Бернард был военным инспектором, назначенным на территорию Юты, и вскоре после свадьбы они вернулись на Запад.

## Голубой чай
В конце XIX века территория Юты была густо заселена мормонами, а в религиозном и политическом плане доминировала Церковь Иисуса Христа Святых последних дней (Церковь СПД). Церковь имела большое влияние на избирателей-мормонов, а люди, не принадлежащие к церкви СПД, имели очень мало политического представительства. Немормоны (в то время называемые «язычниками») были фактически изолированы; например, у немормонской женщины было мало способов познакомиться с другими женщинами, в то время как женщины Церкви СПД могли завязать дружеские отношения в «Обществе милосердия». Фройсет боролась с недостатками социальной активности. Во время визита к семье и друзьям в Нью-Йорке в 1875 году Фройсет вместе со своей сестрой Джулией посетила женский клуб «Сорозис». Опыт, полученный Фройсет в клубе, побудил её основать литературный клуб под названием «Синий чай» в Солт-Лейк-Сити. Это был первый женский клуб в Юте. В качестве первого президента «Голубого чая» в 1876 году Фройсет установила ограничение числа членов до 25. В «Синем чае» обсуждались многие темы с целью стимулирования «ментальной культуры» своих членов. Некоторым женщинам будет поручено прочитать книгу или статью и вернуться на следующей неделе, чтобы изложить прочитанные идеи, чтобы клуб мог обсудить эти идеи. Фройсет описал первый год «Голубого чая»: «Мы хорошо поработали, у нас было несколько прекрасных программ, требующих немалого чтения и изучения, и собрания прошли так хорошо, что редко оставалось свободное кресло». Клуб Фройсет дал немормонским женщинам не только возможность пообщаться, но также дал им возможность добиваться изменений в своем обществе. Протоколы для голубого чая можно найти в специальной коллекции библиотеки Marriott Университета Юты.

## Движение против полигамии

#### Общество против полигамии
Дело Кэрри Оуэн побудило Фройсет и других членов «Голубого чая» протестовать в зале независимости в Солт-Лейк-Сити 7 ноября 1878 года. В тот же день протестующие женщины организовали «Женское общество против полигамии штата Юта». Сара Энн Кук была назначена президентом, а Фройсет — вице-президентом. Целью общества было «не вести войну против какой-либо партии, секты или человека, но… бороться до конца с системой, которая так порабощает и унижает наш пол и которая лишает их такого счастья». В августе 1880 года было основано Национальное женское общество против полигамии, и Фройсет совершила поездку по стране, чтобы прочитать лекции о полигамии и создать отделения по борьбе с полигамией. Позже «Общество против полигамии» штата Юта преобразовалось в «Ассоциацию улучшения положения женщин штата Юта».

#### Стандарт против полигамии
Сильная оппозиция полигамии Фройсет заставила её отредактировать и опубликовать «Стандарт против полигамии» в 1880 году. В восьмистраничной ежемесячной газете один и тот же библейский стих напечатан в каждом номере: «Пусть у каждого мужчины будет своя жена, а у каждой женщины — её собственный муж» (1 Коринфянам 7: 2). В «Стандарте» рассказывались истории о женщинах, страдающих от полигамных браков, и проводилось дальнейшее просвещение страны по вопросам полигамии на территории штата Юта. «Стандарт против полигамии» просуществовал всего три года и внезапно прекратил свое действие в 1883 году из-за отсутствия финансирования. За время существования газеты Фройсет собрал истории о женщинах, страдающих от полигамных браков, чтобы опубликовать «Женщины мормонизма: или Историю многоженства, рассказанную самими жертвами». В книге рассказывается о страданиях и страданиях, которые испытывают жены, подвергшиеся полигамии. Один преподобный написал: «Я прочитал некоторые из пробных листов книги „Женщины мормонизма“. Если сделанные утверждения верны — а они полностью подтверждены умными и заслуживающими доверия людьми, — они обязательно всколыхнут кровь тех, кто их читает». Фройсет хотела, чтобы женщины со всех концов Соединенных Штатов знали, что происходит на территории Юты.

#### Суфражистское движение
Юта придерживалась крайне либеральных взглядов на избирательное право женщин, а также твердо придерживалась полигамии. Для людей на Востоке избирательное право женщин считалось противоположностью полигамии. Для многих эти два идеала не могли совпадать, потому что многоженство считалось угнетающим для женщин. Гамильтон Уилкокс, суфражистка из Нью-Йорка (1867—1868), предложил экспериментировать с избирательным правом женщин на территориях. Люди на восточном побережье были сильно мотивированы продвигать предоставление женщинам избирательных прав на территории штата Юта, полагая, что это положит конец полигамии. К 1870 году идея стала настолько популярной и поддержанной на Востоке, что законодательный орган штата Юта начал дебаты о праве женщин голосовать. 10 февраля 1869 года, после двух недель дебатов, единогласным голосованием был принят законопроект о предоставлении избирательных прав женщинам штата Юта, за пятьдесят лет до того, как Девятнадцатая поправка к Конституции Соединенных Штатов Америки гарантировала право голоса женщинам по всей стране. Однако вместо того, чтобы голосовать против многоженства, мормонские женщины помогли удвоить большинство в пользу многоженства, переизбрав Уильяма Х. Хупера, который защищал многоженство. Фройсет, который долгое время верила в предоставление женщинам избирательных прав, а затем стала вице-президентом Ассоциации женского избирательного права штата Юта (1888 г.), твердо верил, что мормонские женщины не должны иметь права голоса — по крайней мере, до тех пор, пока полигамия не будет объявлена вне закона. Она признала, что это несовместимо с её представлениями о правах женщин, но пришла к выводу, по её собственному суждению, что мормонские женщины находились под слишком сильным влиянием, чтобы принимать решения о голосовании за себя.

## Последующие годы
Закон Эдмундса-Такера, направленный против полигамии, был принят в 1887 году, через девять лет после организации Общества противников полигамии. В 1911 году Фройсет организовала дом престарелых для женщин. Она приобрела недвижимость и руководила архитектурными планами. Здание было названо Домом Сары Дафт. 100 лет спустя оно все ещё использовалось как пенсионный центр. Фройсет стал президентом приюта Дома Сары Дафт, а также работала с приютом для сирот и детским садом. В последние годы жизни Фройсет была активным членом «Поэтического общества» и была его президентом. Дочери Фройсет, Этилен и Дороти, стали членами всеобъемлющего «Женского литературного клуба», который заменил «Голубой чай». Как выразилсась Фройсет, «большой женский литературный клуб» прекратил выпускать «Голубой чай». Обе ёе дочери какое-то время были президентами «Женского литературного клуба».
Муж Фройсет Бернар умер 5 ноября 1922 года. Прожив восемь лет вдовой, Дженни Андерсон- Фройсет умерла в возрасте 80 лет 7 февраля 1930 года, через 40 лет после публичного прекращения многоженства. У неё было пятеро детей:
- Бернар Фройсет
- Р.Дж. Фройсет
- Р.E. Фройсет
- Этилен Перкинс
- Дороти Бракен[14]